# Підгір'я (Поморянська селищна громада)
Підгі́р'я (до 1946 року - Угорці) — село в Україні, в Золочівському районі Львівської області. Населення становить 153 особи. Орган місцевого самоврядування — Поморянська селищна рада (раніше — Ремезівцівська сільська рада).

## Пам'ятки
На краю села стоїть дерев'яна церква Преображення Господнього 1840 р.

## Відомі люди

### Народились
- Григорій Брух — діяч ОУН, політв'язень польських тюрем, сотенний УПА.[3]
- Гайковий Роман Іванович (1993—2023) — сержант Національної гвардії України, учасник російсько-української війни.
- Черкалюк Володимир Миколайович (2003-2024) —  гранатометник механізованого відділення механізованого взводу механізованої роти механізованого батальйону 42 окремої механізованої бригади Збройних сил України. Учасник російсько-української війни.
- Лютий Ілярій («Дяченко», «Роман»; 1912 — 23.08.1950, біля с. Віцинь, тепер Смереківка Перемишлянського р-ну Львівської обл.) — військовий референт Тернопільської округи ОУН (1943-1944), начальник оперативного (І) відділу ВШВО «Лисоня» (1944-1945), к-р Рогатинського куреня (04-12.09.1944).[4]